# 日下周一
日下 周一（くさか しゅういち、1915年10月17日 - 1947年8月31日）は、日本生まれの物理学者である。
素粒子物理学の初期にアメリカ合衆国で活躍した。
大阪市旭区生まれ。4歳の時に父親の仕事の関係でカナダに移住。ブリティッシュコロンビア大学を卒業した後にアメリカ合衆国に移り、マサチューセッツ工科大学、カリフォルニア大学バークレー校にてアインシュタイン、オッペンハイマーのもとで素粒子物理学を研究した。この頃訪米した湯川秀樹とも対面している。
太平洋戦争勃発後もアメリカに残り、敵国人として苦労しながら研究を続けて1942年に博士号を取得。翌年にはパウリと共同で核力理論の論文を執筆。プリンストン大学助教授に就任した直後の1947年、海水浴中に溺死した。享年31。
死去の翌年、プリンストン大学に日下奨学金が設けられた。1960年に来日したオッペンハイマーは日下の両親を訪問している。2005年10月に、大阪市立科学館で「日下周一シンポジウム」が開かれた。